# Afrephialtes robustus
Afrephialtes robustus är en stekelart som beskrevs av Gupta och Tikar 1976. Afrephialtes robustus ingår i släktet Afrephialtes och familjen brokparasitsteklar. Inga underarter finns listade i Catalogue of Life.